# Francis B. Cutting

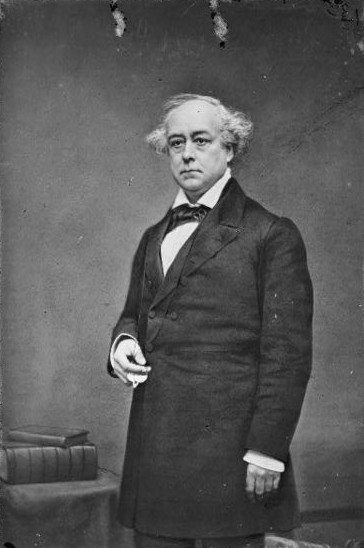
Francis B. Cutting

Francis Brockholst Cutting (* 6. August 1804 in New York City; † 26. Juni 1870 ebenda) war ein US-amerikanischer Jurist und Politiker. Zwischen 1853 und 1855 vertrat er den Bundesstaat New York im US-Repräsentantenhaus.

## Werdegang
Francis Brockholst Cutting wurde Anfang des 19. Jahrhunderts in New York City geboren und wuchs dort auf. Er besuchte die Bensel School und erhielt auch Privatunterricht. Cutting studierte Jura an der Litchfield Law School in Connecticut. Seine Zulassung als Anwalt erhielt er 1827 und begann dann in New York City zu praktizieren. In den Jahren 1836 und 1837 saß er in der New York State Assembly. Er verzichtete auf eine erneute Kandidatur. 1836 kandidierte er erfolglos für den 25. Kongress. Er war 1843 Mitglied im Board of Aldermen. Ferner war er als City Recorder tätig. Politisch gehörte er der Demokratischen Partei an.
Bei den Kongresswahlen des Jahres 1852 wurde er im achten Wahlbezirk von New York in das US-Repräsentantenhaus in Washington, D.C. gewählt, wo er am 4. März 1853 die Nachfolge von Gilbert Dean antrat. Da er auf eine erneute Kandidatur im Jahr 1854 verzichtete, schied er nach dem 3. März 1855 aus dem Kongress aus.
Nach seiner Kongresszeit war er wieder als Anwalt tätig. Er verstarb am 26. Juni 1870 in New York City und wurde dann auf dem Green-Wood Cemetery in der damals noch eigenständigen Stadt Brooklyn beigesetzt.